# Gustaf Jonsson
Pour les articles homonymes, voir Jonsson.
Gustaf Jonsson est un skieur de fond suédois, né le 7 juillet 1903 à Lycksele et mort le 30 juillet 1990 à Bromma. Son plus haut fait d'armes est une médaille d'argent olympique sur 50 km obtenue aux Jeux olympiques d'hiver de 1928 à Saint-Moritz.

## Palmarès

### Jeux olympiques
| Épreuve / Édition | Saint-Moritz 1928 | Lake Placid 1932 |
| 50 km             | Argent            | 9e               |

### Championnats du monde
| Épreuve / Édition | Lahti 1926 | Zakopane 1929 |
| 18 km             |            | 5e            |
| 30 km             | 4e         |               |
| 50 km             | 5e         | 5e            |